# NSB Type 93
Die Type 93 sind dieselgetriebener Gelenk-Triebwagen mit Neigetechnik, der durch die Norges Statsbaner für den Verkehr auf der Nordlandsbane, der Raumabane und der Rørosbane beschafft wurden. Die Züge wurden von Strømmens Værksted geliefert und entsprechen dem Typ Bombardier Talent. Insgesamt wurden 15 dieser zweiteiligen Einheiten gebaut.

## Geschichte
Am 14. November 1996 beschloss der Vorstand von NSB, eine Ausschreibung für neue Triebwageneinheiten für die Rørosbane und die Raumabane zu veröffentlichen. Später entschieden NSB, dass die Nordlandsbane einbezogen werden sollten.
Im Oktober 1996 führte ein Prototyp des Talent auf verschiedenen Strecken Probefahrten durch. Am 19. November 1997 fiel die Entscheidung, elf Einheiten dieses Typs für diese Strecken zu erwerben.
Die Züge wurden zwischen 2000 und 2002 gebaut und ersetzten Züge mit Lokomotiven und Reisezugwagen. Auf der Raumabane fuhr der erste Zug am 29. Oktober 2000 von Dombås nach Åndalsnes, auf der Rørosbane begann der Verkehr mit der Triebwagenbaureihe am 27. Dezember 2000.

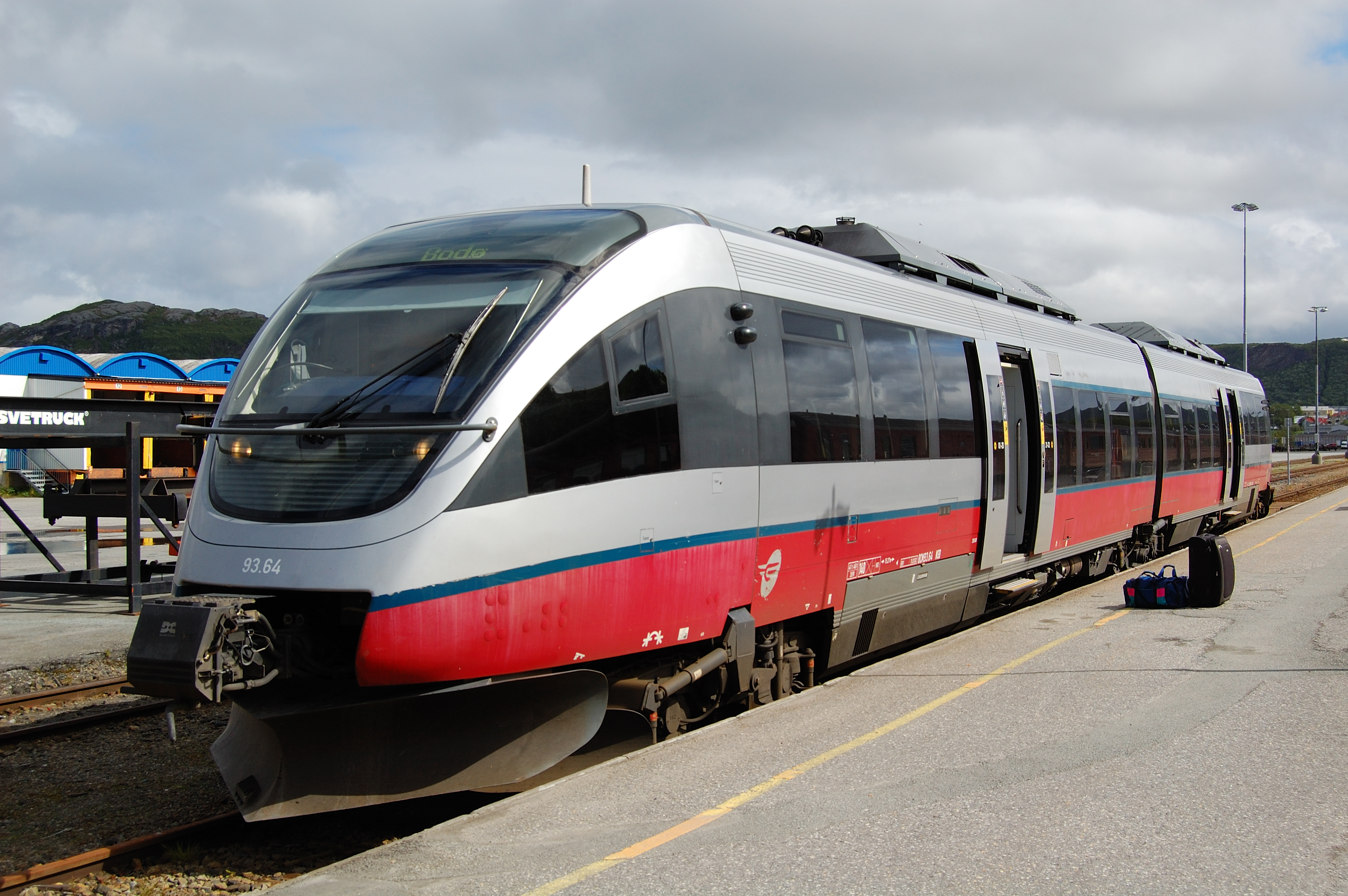
93.64 in Bodø (2009)

Die Verwendung der Züge als Tagzug zwischen Trondheim und Bodø, der längsten norwegischen Eisenbahnstrecke, hatte den Vorteil, dass die Geschwindigkeit erhöht werden konnte. Trotzdem war der Einsatz umstritten, weil der Komfort des Triebwagens niedriger war als in den alten Zügen. Am 14. Februar 2007 beschloss der Verwaltungsrat von NSB, zwischen Bodø und Trondheim zu den alten lokomotivgeführten Zugeinheiten zurückzukehren.

## Technische Details

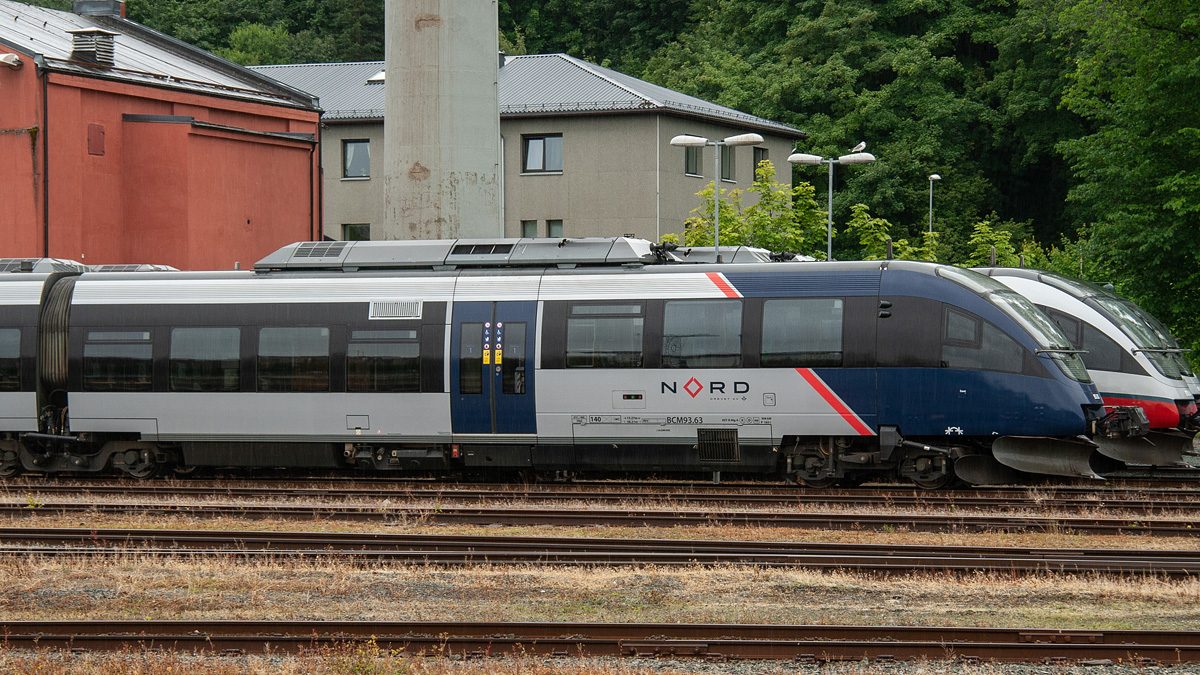
93-13 (BCM 93.63) der SJ Norge

Die beiden Triebwagenteile werden als BM93 und BCM93 bezeichnet. Die gesamte Einheit hat 48 Sitz- und 34 Stehplätze. Der BM93 besitzt nur Sitzplätze, während im Wagenteil BCM93 ein Mehrzweckabteil und eine Toilette untergebracht sind.
Die Züge wurden ab 2016 von der staatlichen Norske tog AS übernommen, die die Züge an Verkehrsunternehmen in Norwegen für den Personenverkehr vermietet. Mit der Vergabe des Netzes Nord 2 zwischen Oslo und Bodø wurden die Einheiten 93-03–93-15 ab 8. Juni 2020 von der Betreibergesellschaft SJ Norge von Norske tog angemietet.
Da die Neigetechnik der Züge, teilweise wegen fehlender Ersatzteile, große Probleme bereitet, hat Norske tog die Außerbetriebnahme oder den Ersatz europaweit ausgeschrieben.